# User
User, också känt som User of a Common Name, var en musikgrupp från Örebro. Gruppen tog 2007 time-out på obestämd tid efter en del strul med olika skivbolag. Singlarna "You Belong" och "Do You" nådde plats 20 respektive 10 på den svenska singellistan 2003.

## Diskografi
Album
- User (2003, Sverige)
- Freeway (2006, Japan)
- Wishes (2006, Japan)

Singlar
- You Belong (2003)
- Do You (2003)
- To Feel (2003)
- Miss Wanted (2005)

## Bandmedlemmar
- Linda Karlstedt - Sång
- Sanny Janjic - Trummor
- Clas Olofsson - Gitarr
- Fredrik Landh - Bas och Keyboards